# Großsteingrab Berge
Das Großsteingrab Berge (auch De Smäe (Die Schmiede) genannt) ist eine zwischen 3500 und 2800 v. Chr. entstandene Anlage der Jungsteinzeitlichen Trichterbecherkultur (TBK) nahe der Gemeinde Berge im Landkreis Osnabrück, Niedersachsen. Es trägt die Sprockhoff-Nummer 882.

## Lage
Das Grab befindet sich etwa vier Kilometer nordwestlich von Berge in einem Feld, das vom Börsteler Wald umschlossen wird. In der Nähe soll es noch ein zweites Großsteingrab gegeben haben, das aber heute restlos zerstört ist.

## Beschreibung
Die Anlage besteht aus einer annähernd ost-westlich orientierten Grabkammer. In situ erhalten sind noch die beiden Abschlusssteine an den Schmalseiten, das westlichste Wandsteinpaar an den Langseiten, der östlichste Wandstein an der nördlichen Langseite sowie ein weiterer Wandstein an der südlichen Langseite. Je ein weiterer Stein an den beiden Langseiten ist umgekippt. Auf den drei westlichen Steinen ruht ein Deckstein mit den Maßen 2,2 m × 2,0 m × 0,8 m. Ein weiterer Deckstein ist ins Innere der Kammer gefallen. In seinem ursprünglichen Zustand besaß das Grab wahrscheinlich sechs Wandsteinpaare an den Langseiten und ebenso viele Decksteine. Der Zugang könnte in der Mitte der südlichen Langseite gelegen haben, womit die Anlage als mögliches Ganggrab anzusprechen wäre.